# Rezervația peisagistică Tețcani
Rezervația peisagistică Tețcani este o arie protejată, situată în cursul inferior al râului Vilia, la nord de satul Tețcani, raionul Briceni (ocolul silvic Lipcani, Tețcani, parcela 35). Are o suprafață de 164 ha. Obiectul este administrat de Gospodăria Silvică de Stat Edineț (114 ha) și de Primăria satului Tețcani (50 ha). Este cea mai vestică rezervație peisagistică din republică.

## Descriere

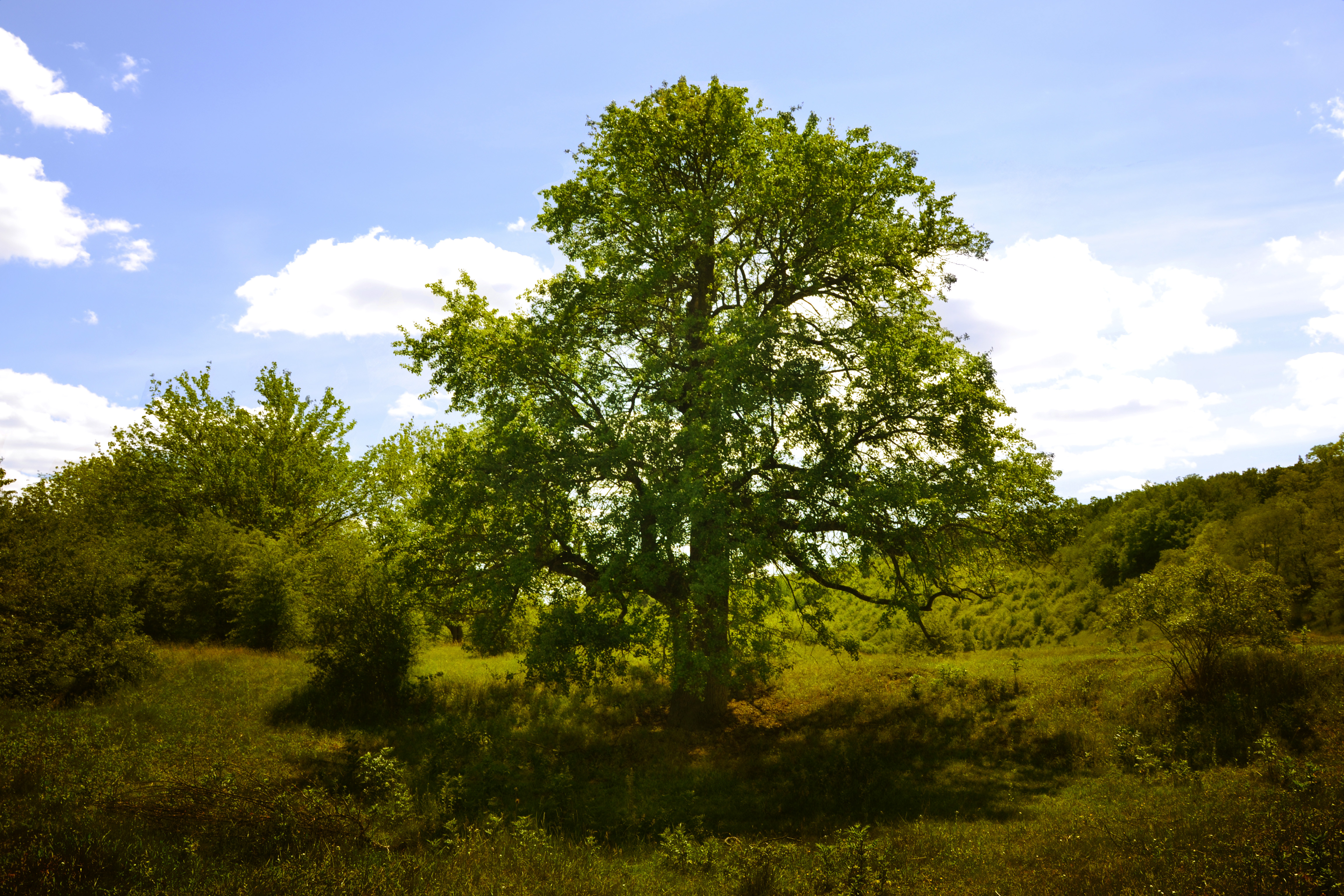
Vegetație în rezervație

Pe teritoriul sectorului landșaftic se află monumentul geologic „Secțiunea stratotipică tortonă”. Pantele văii sunt acoperite cu păduri de stejar pedunculat. Aici mai cresc și specii însoțitoare: arțar, plop și multe specii de arbuști. Ecosistemul silvic Tețcani cuprinde pădurea de luncă, dominată de stejarul obișnuit (Quercus robur), subdominant - frasinul înalt, cu o stare bună a arborilor și satisfăcătoare a tufarilor și ierburilor.
Impactul antropic provine de la vreo 10 gunoiști situate pe pante și pe malul râului Vilia și de la agrocenoze, pe alocuri multianuale, cu prelucrare chimică excesivă contra bolilor și dăunătorilor (grădină de meri lângă pădure, pe malul râului). Crăpăturile rocilor sunt populate de ferigă Aspelinum ruta-muraria, iar desișurile de Robinia pseudoacacia. Malul stâng al râului Vilia abundă în melcul viței de vie (Helix pomatis).
Caracteristica diversității biologice a fost efectuată, prioritar, în bază studiului florei, accentul fiind plasat pe evidențierea speciilor vulnerabile, rare și ocrotite. Ecosistemele forestiere din componența ariilor protejate sunt destul de bogate în specii de plante efemere și efemeroide, conțin arbori și arbuști tradiționali zonei silvice, mai rar specii exotice. Dintre speciile rare, care stau la bază argumentării științifice a statutului de protecție pot fi menționate:
- stejarul roșu și cel palustru, dar amplasarea unui sector de livadă (intens prelucrată cu chimicale) în preajma pădurii prezintă pericol atât pentru flora efemeroidelor, cât și pentru apele r. Vilia;
- specii de plante rare: mălin (Padus avium Mill.), verigar (Rhamnus tinctoria), clocotic (Staphylea pinnata), crușin (Frangula alnus), caprifoi obișnuit (Lonicera xylasteum), călin (Viburnum opulus), omag galben (Aconitum anthora), sparangel (Asparagus officinalis), ghiocel alb (Galanthus nivalis) și viță de pădure (Vitis sylvestris)
  - dintre care incluse în Cartea Roșie a Republicii Moldova: viță de pădure (Vitis sylvestris), mălin (Padus avium), verigar (Rhamnus tinctoria), ghiocel (Galanthus nivalis);
- specii de animale rare: Nyctalus noctula, Eptesicus serotinus, Pipistrellus nathusii, Columba palumbus, Dendrocopos medius, Dendrocopos minor, Lullula arborea, Turdus pilaris, Turdus viscivorus, Certhia familiaris, Carduelis cloris
  - specii incluse în Cartea Roșie a R. Moldova: Vespertilio murinus, Martes martes, Felis silvestris, Hieraaetus penatus, Vipera berus, Coronella austriaca.

## Galerie de imagini

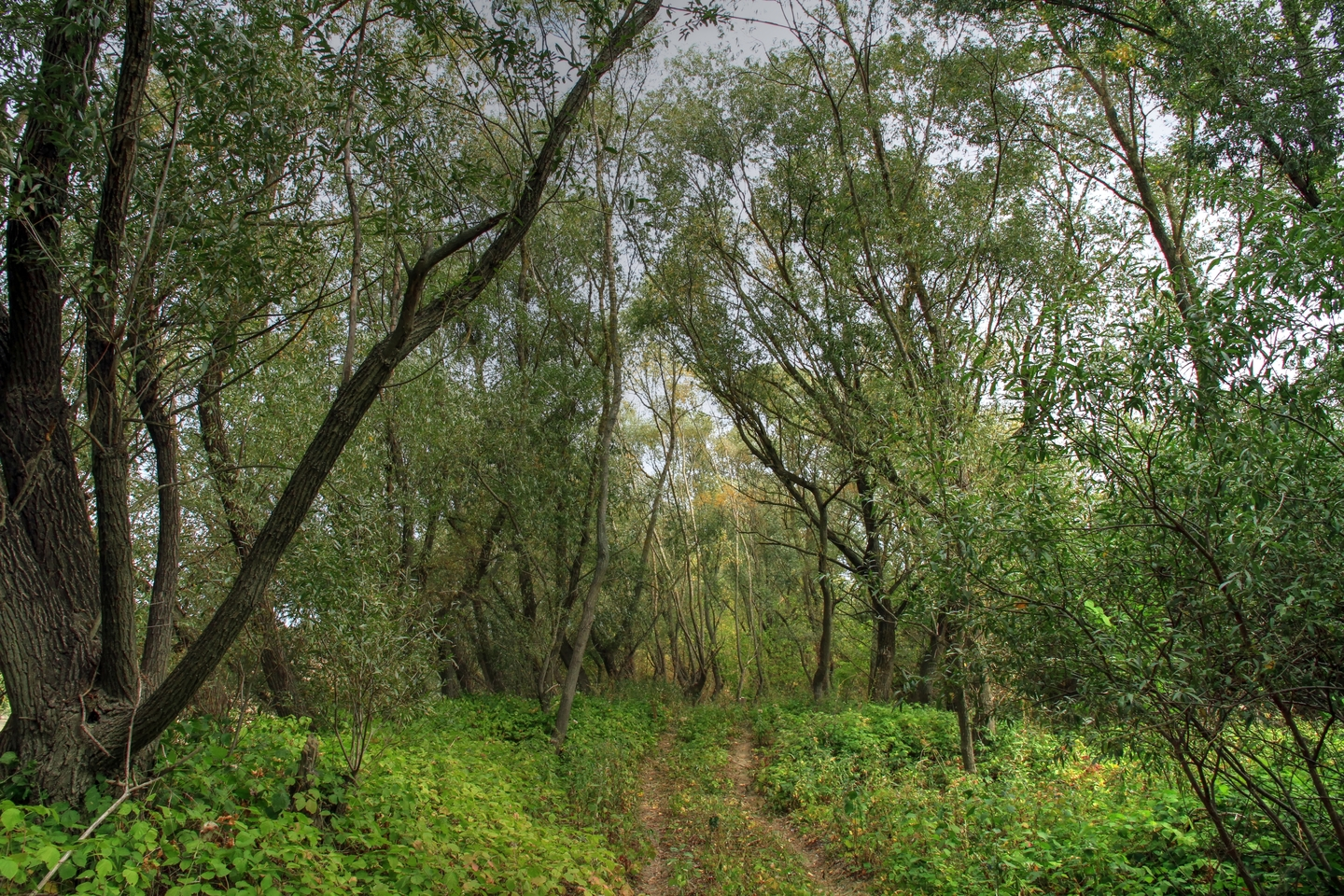
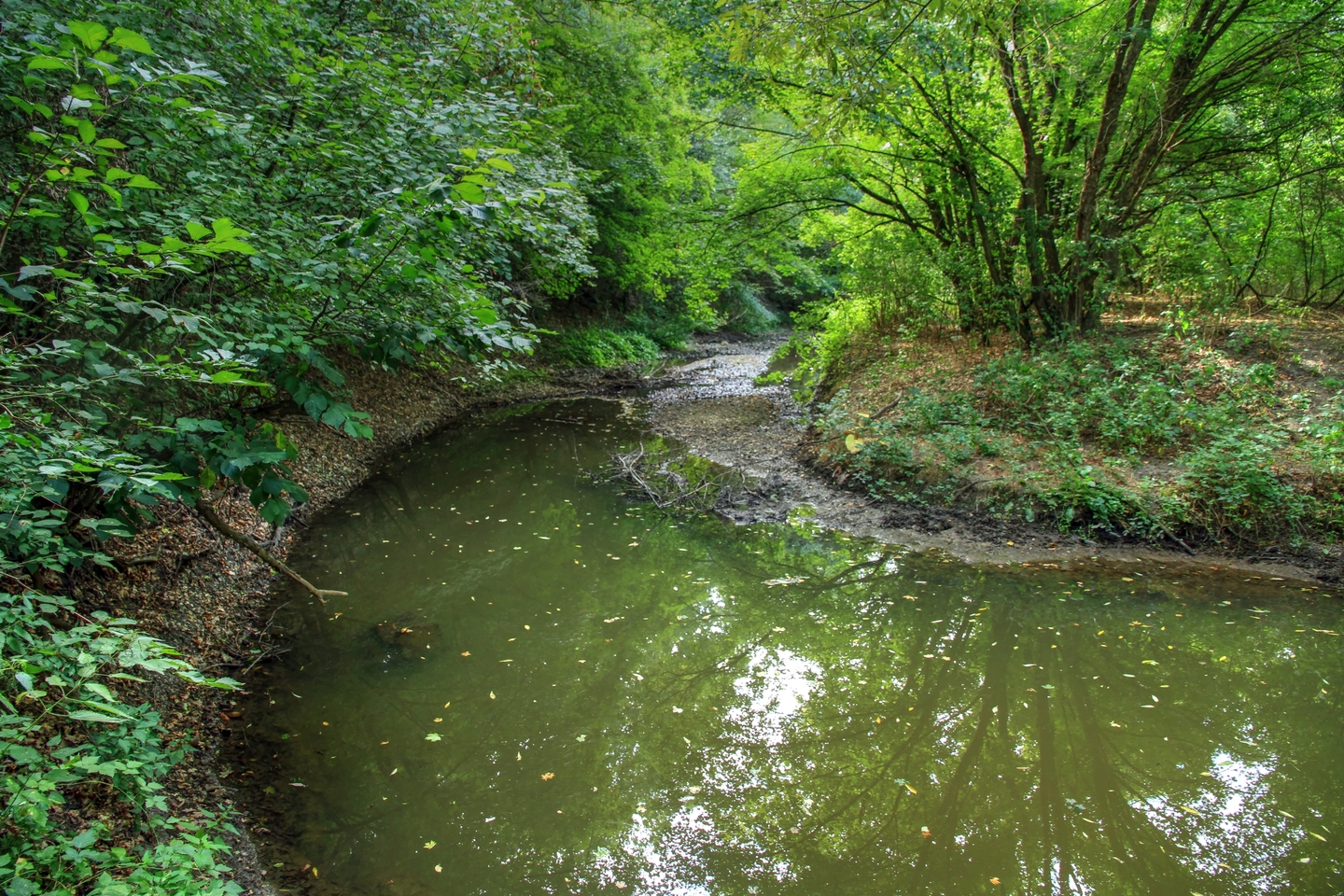
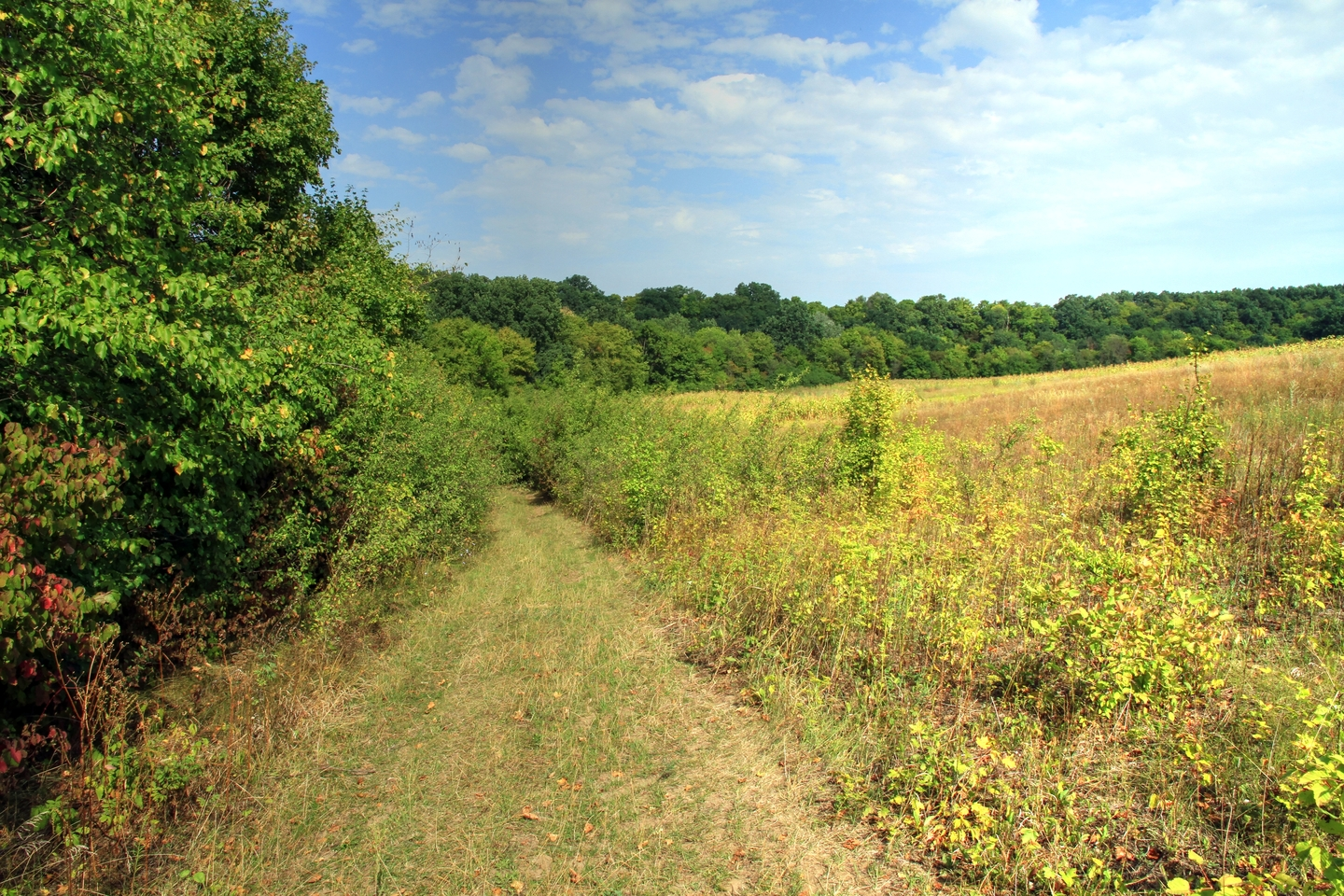
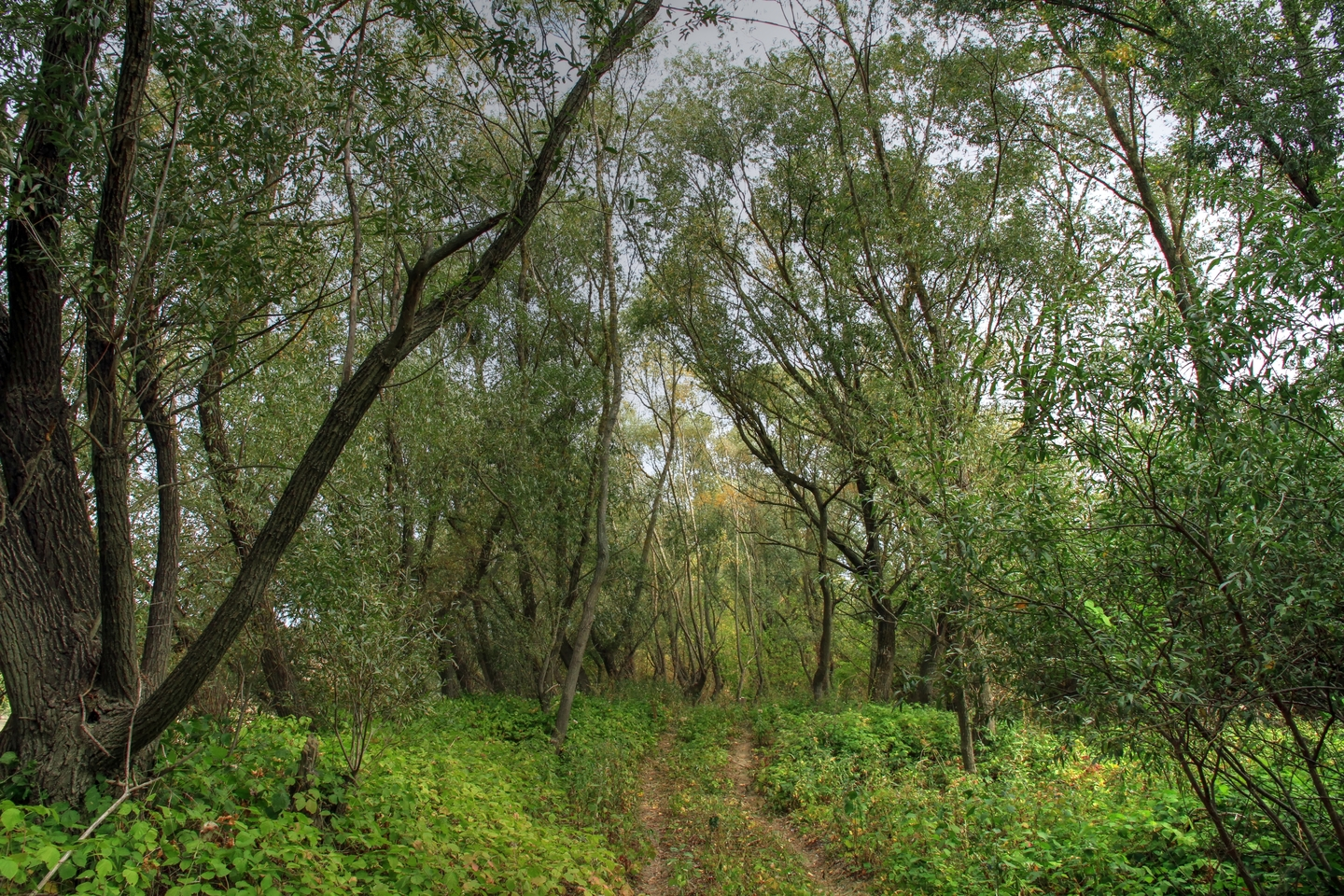
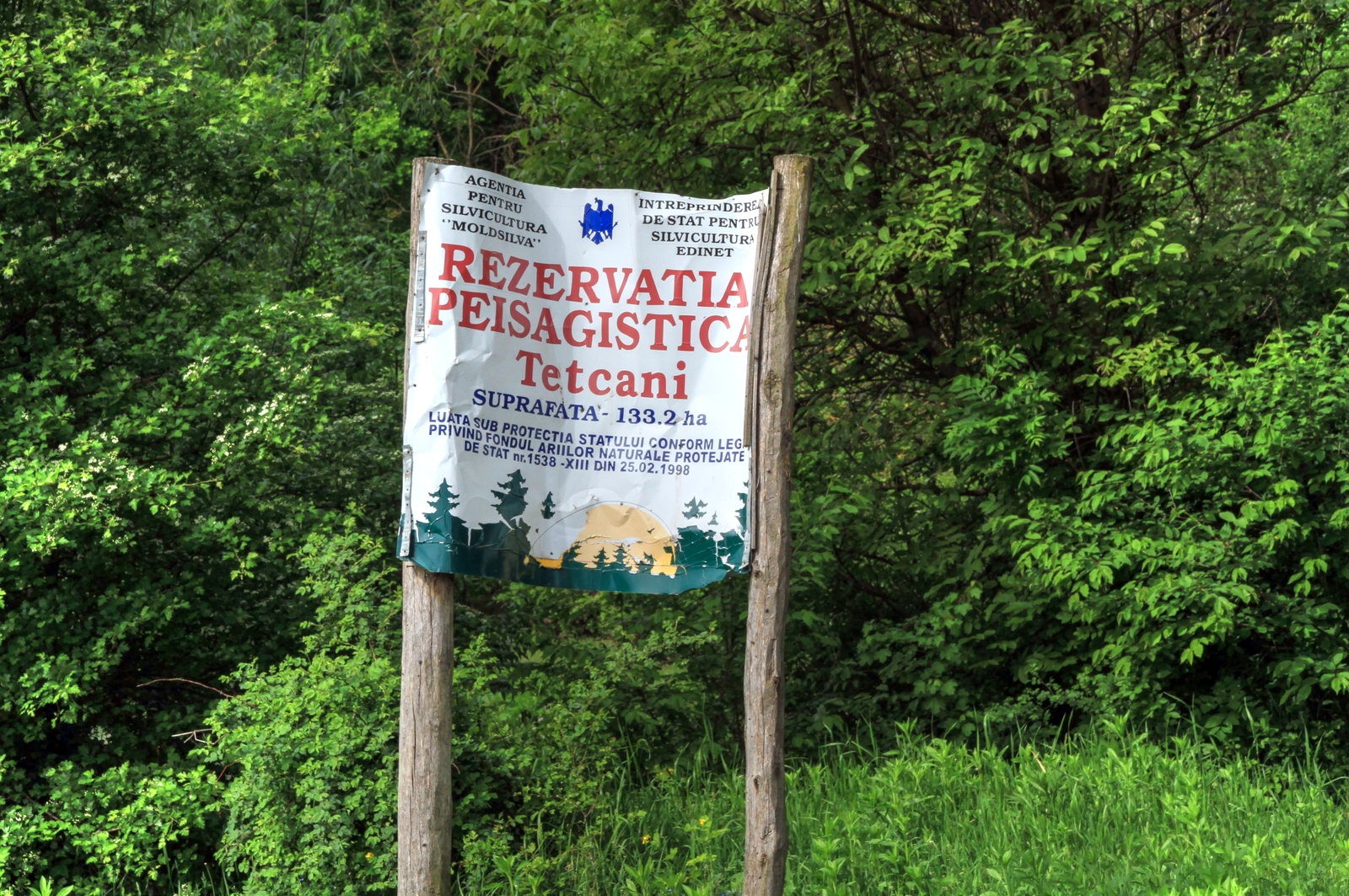
Panou informativ